# Дес Волкер
Дес Волкер (англ. Des Walker, нар. 26 листопада 1965, Лондон) — колишній англійський футболіст, що грав на позиції захисника. Відомий, зокрема, виступами за «Ноттінгем Форест», «Шеффілд Венсдей», а також національну збірну Англії.

## Кар'єра
У 10 років Дес Волкер потрапив до футбольної школи «Тоттенгем Готспур», але в цьому клубі його кар'єра не мала розвитку. У віці 16 років Дес був близьким до укладання контракту з «Астон Віллою» і «Бірмінгем Сіті», проте в обох випадках відмовився грати під керівництвом тренера Рона Сондерса, який, за словами Волкера, відчував неприязнь до лондонців. Тоді Дес пов'язав своє майбутнє з «Ноттінгем Форест».

### «Ноттінгем Форест»
У березні 1984 року тренер «Ноттінгем Форест» Браян Клаф довірив молодому захиснику місце у складі. У матчі з «Евертоном» відбувся дебют Волкера на професійному рівні. У сезоні 1986-87 Дес остаточно закріпився в основному складі ноттінгемського клубу, швидко ставши одним з провідних гравців команди. За підсумками того сезону він був уперше удостоєний клубної нагороди найкращому гравцю сезону. Надалі він ще двічі, у 1990 і 1992 роках, отримував цю нагороду. Крім того, за час виступів у складі «Форест» Волкер чотири рази включався в Команду року за версією ПФА. У вболівальників «Форест» була популярна кричалка «You'll never beat Des Walker» («Вам ніколи не пройти Деса Волкера»).
У чемпіонаті Англії за той час, що Волкер грав у команді, «Ноттінгем Форест» тричі посідав третє місце. У сезонах 1988–89 та 1989–90 його команда здобувала Кубок Футбольної ліги, а також двічі, в 1989 і 1992 роках, ставала володарем Кубка повноправних членів. У 1991 році «Ноттінгем Форест» грав у  фіналі Кубка Англії проти «Тоттенгем Готспур». У додатковий час Волкер після прострілу Пола Стюарта зрізав м'яч у свої ворота, завдяки чому «Тоттенгем» здобув перемогу. У Ноттінгемі гравця у цій поразці не звинувачували, більш того, щонайменше п'ять тисяч уболівальників написали Десу листи підтримки.

### «Сампдорія»
Влітку 1992 року Волкера за £1,500,000 придбала італійська «Сампдорія». Англієць відразу ж став основним гравцем команди і спочатку демонстрував високий клас. Однак після нічиєї 3-3 у матчі з «Лаціо», коли Дес двічі дозволив нападнику римлян Джузеппе Сіньйорі забити, його становище в команді змінилося. Тренер «Сампдорії» Свен-Йоран Ерікссон перевів захисника на правий фланг оборони, де Волкер, який протягом всієї кар'єри грав у центрі, почувався вкрай незатишно. Він взяв участь в 30 з 34 матчів «Сампдорії» в Серії А, де його команда посіла сьоме місце.

### «Шеффілд Венсдей»
Відігравши рік в Італії, влітку 1994 року Волкер повернувся до Англії. За його перехід клуб «Шеффілд Венсдей» заплатив «Сампдорії» £2,700,000. Після першого ж сезону в новій команді Дес був визнаний уболівальниками «Венсдей» кращим гравцем року. За «Шеффілд» Волкер виступав вісім сезонів, за цей час в команді змінилося вісім тренерів. У 2000 році «Венсдей» вилетів з Прем'єр-ліги, після чого Дес ще сезон відіграв за команду у Першій лізі, а в 2001 році покинув «Шеффілд», після того як клуб не став продовжувати з ним контракт з фінансових причин. Загалом за «Шеффілд Венсдей» Волкер зіграв понад 350 матчів.

### Повернення у «Ноттінгем Форест»
Після того, як Волкер покинув «Венсдей», він ще рік не міг знайти собі нову команду. У жовтні 2001 року він тренувався разом з гравцями клубу «Бертон Альбіон», граючим тренером якого був товариш Волкера по «Форест» Найджел Клаф. Продовжувати кар'єру Дес планував в США, навіть зіграв кілька товариських матчів у складі «Нью-Йорк Метростарз». Однак в підсумку він залишився в Англії і в липні 2002 року повернувся в «Ноттінгем Форест», прийнявши пропозицію ще одного колишнього одноклубника, Пола Харта, який в той час тренував команду. За «Форест» Волкер відіграв ще два повноцінних сезони у Першій лізі, після чого завершив ігрову кар'єру і перейшов на тренерську роботу. 7 серпня 2004 року в матчі проти «Віган Атлетік» 38-річний Волкер востаннє вийшов на поле як професійний гравець.

## Титули й досягнення
«Ноттінгем Форест»
- Кубок ліги:
  - Володар (2): 1988–89, 1989–90
- Кубок повноправних членів
  - Володар (2): 1988–89, 1991–92